# Кончита Баутіста
Кончита Баутіста, (ісп. Conchita Bautista; нар. 27 жовтня 1936) — іспанська співачка, телеведуча й акторка. Двічі представляла свою країну на Євробаченні — як перша представниця Іспанії 1961 року з піснею Estando Contigo (9 місце) i 1965 з піснею ¡Qué bueno, qué bueno! (останнє місце).
Має нагороди фестивалю у Сопоті за пісню «Балалайка» і приз глядацьких симпатій.